# John Middleton (Radsportler)
John Kenneth Middleton (* 21. Juni 1906 in Coventry; † 24. Januar 1991 in Bromsgrove) war ein britischer Radrennfahrer.

## Sportliche Laufbahn
John (auch Jack genannt) Middleton war Teilnehmer der Olympischen Sommerspiele 1928 in Amsterdam. Im olympischen Einzelzeitfahren belegte er beim Sieg von Henry Hansen den 28. Rang. Die britische Mannschaft mit Middleton, Frank Southall, Jack Lauterwasser und Charles Marshall gewann in der Mannschaftswertung die Silbermedaille.
1927 siegte er im 50-Meilen-Zeitfahren von Manchester, welches damals eines der renommiertesten Einzelzeitfahren in Großbritannien war. Nach dem erneuten Sieg in diesem Rennen wurde er für Olympia nominiert. Er startete für die Vereine Warwickshire Road Club, Midland Cycle & Athletic Club und North Road CC London. 

## Familiäres
Middletons Bruder Sidney Middleton war ebenfalls Radrennfahrer. Beide bestritten viele Rennen gemeinsam.

## Berufliches
1929 eröffnete er in Coventry ein Fahrradgeschäft.